# Elementos del periodo 6
Un elemento del periodo 6 es aquel elemento químico en la sexta fila (o periodo) de la tabla periódica, incluidos los lantánidos.
Estos son:
| Grupo      | 1          | 2          | 3     | 4     | 5     | 6     | 7     | 8     | 9     | 10    | 11    | 12    | 13    | 14    | 15    | 16    | 17    | 18    |
| # Nombre   | 55 Cs      | 56 Ba      | 57-71 | 72 Ha | 73 Ta | 74 W  | 75 Re | 76 Os | 77 Ir | 78 Pt | 79 Au | 80 Hg | 81 Tl | 82 Pb | 83 Bi | 84 Po | 85 At | 86 Rn |
| Lantánidos | Lantánidos | Lantánidos | 57 La | 58 Ce | 59 Pr | 60 Nd | 61 Pm | 62 Sm | 63 Eu | 64 Gd | 65 Tb | 66 Dy | 67 Ho | 68 Er | 69 Tm | 70 Yb | 71 Lu |       |
| e--conf.   |            |            |       |       |       |       |       |       |       |       |       |       |       |       |       |       |       |       |

| Alcalinos            | Alcalinotérreos | Lantánidos | Actínidos | Metales de transición |
| Metales del bloque p | Metaloide       | No metales | Halógenos | Gases nobles          |

Elementos del periodo 1 -
Elementos del periodo 2 -
Elementos del periodo 3 -
Elementos del periodo 4 -
Elementos del periodo 5 -
Elementos del periodo 6 -
- Datos: Q239813

elementos periodo 1,2,3,4,5,6